# Gare des Baconnets
Pour les articles homonymes, voir Baconnet.
La gare des Baconnets est une gare ferroviaire française située sur le territoire de la commune d'Antony, dans le département des Hauts-de-Seine, en région Île-de-France.
Elle est mise en service en 1969 par la Régie autonome des transports parisiens (RATP), desservie par des trains du RER B.

## Situation ferroviaire
La gare des Baconnets est située au point kilométrique (PK) 17,85 de la ligne B du RER d'Île-de-France, sur l'ancienne ligne de Sceaux, entre les gares de Fontaine Michalon et de Massy - Verrières. L'interstation entre cette gare et celle de Fontaine-Michalon est la plus courte du RER B.

## Histoire

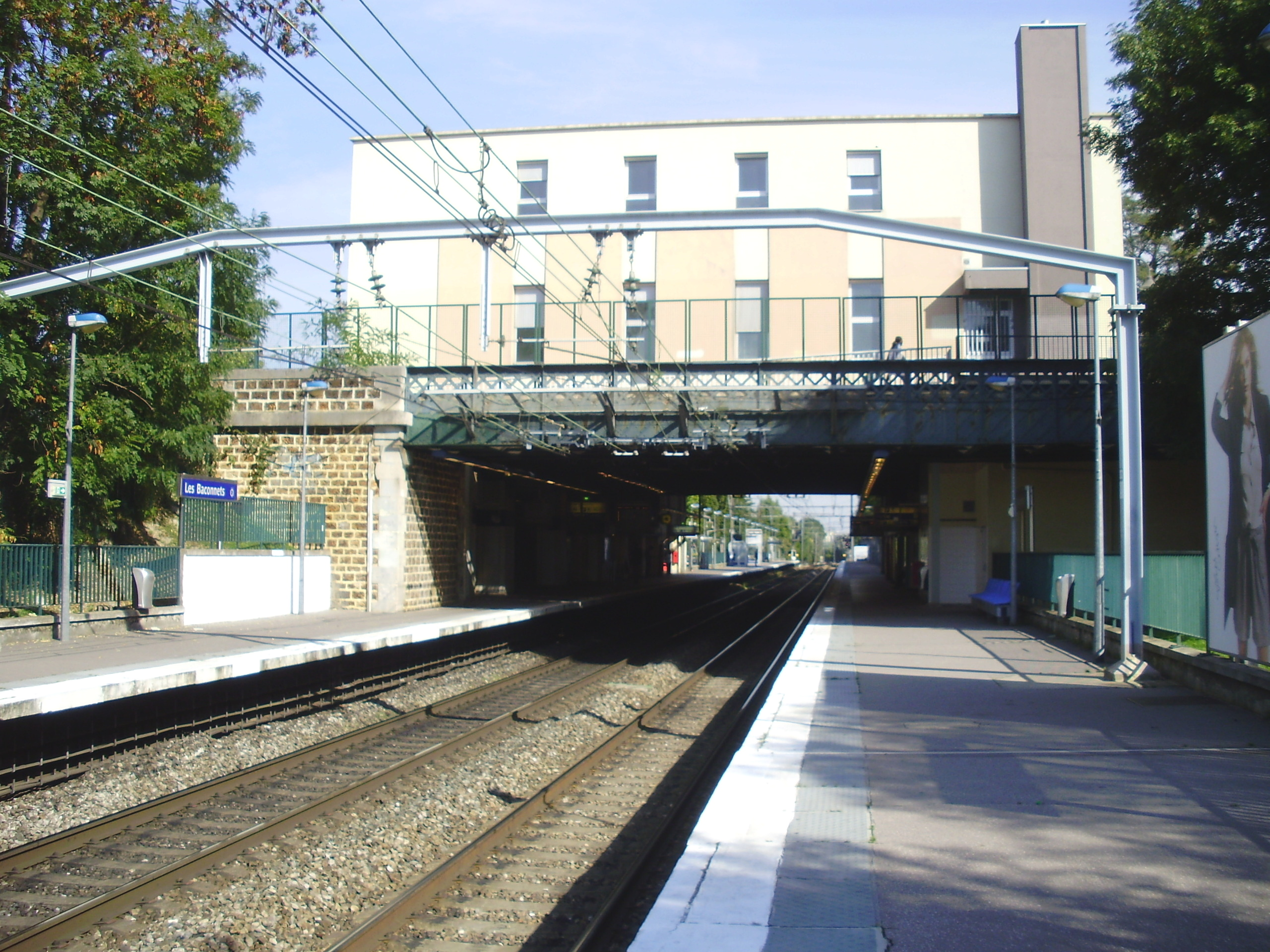
Vue des quais en regardant vers Aéroport CDG 2/Mitry - Claye.

La gare est ouverte en septembre 1969 par la RATP pour desservir un nouvel ensemble d'habitations sur les communes de Massy (Essonne) et Antony (Hauts-de-Seine).
En 2019, 1 860 108 voyageurs sont entrés à cette gare, ce qui la place en 50e position des gares de RER exploitées par la RATP pour sa fréquentation.

## Service des voyageurs

### Desserte
La gare est desservie par les trains de la ligne B du RER.

### Intermodalité
La gare est desservie par les lignes 119 et 197 (seulement pour la desserte scolaire spécifique) du réseau de bus RATP ainsi que par la ligne 3 du réseau de bus Vallée Sud Bus.

## Projet
Dans le cadre du projet d'aménagement de la ligne Massy - Valenton pour le trafic des TGV intersecteurs, la possibilité d'étendre la gare a été étudiée, les voies du RER C n'étant qu'à quelques mètres.

## Galerie de photographies

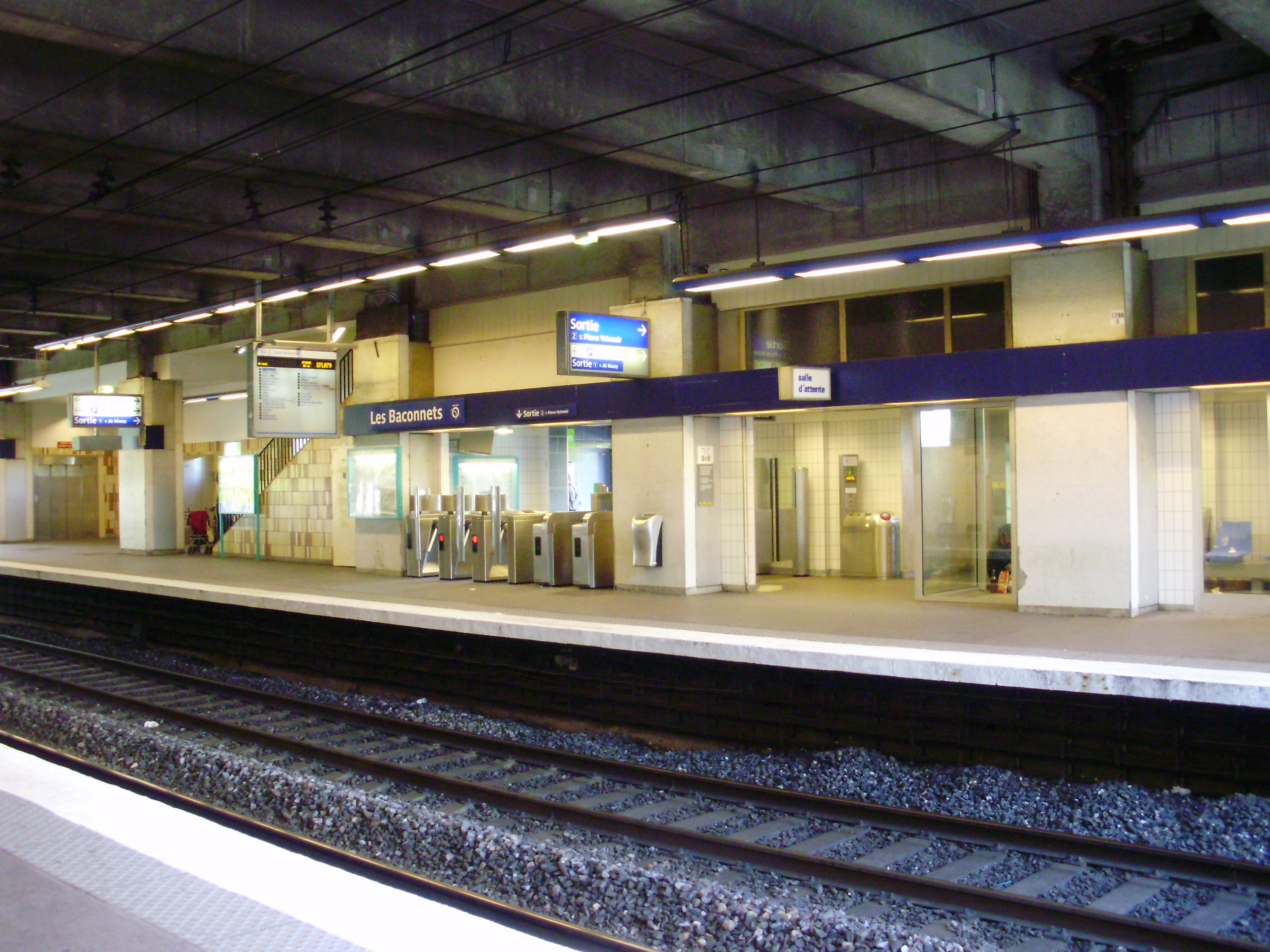
Accès au quai pour Aéroport CDG 2/Mitry - Claye.
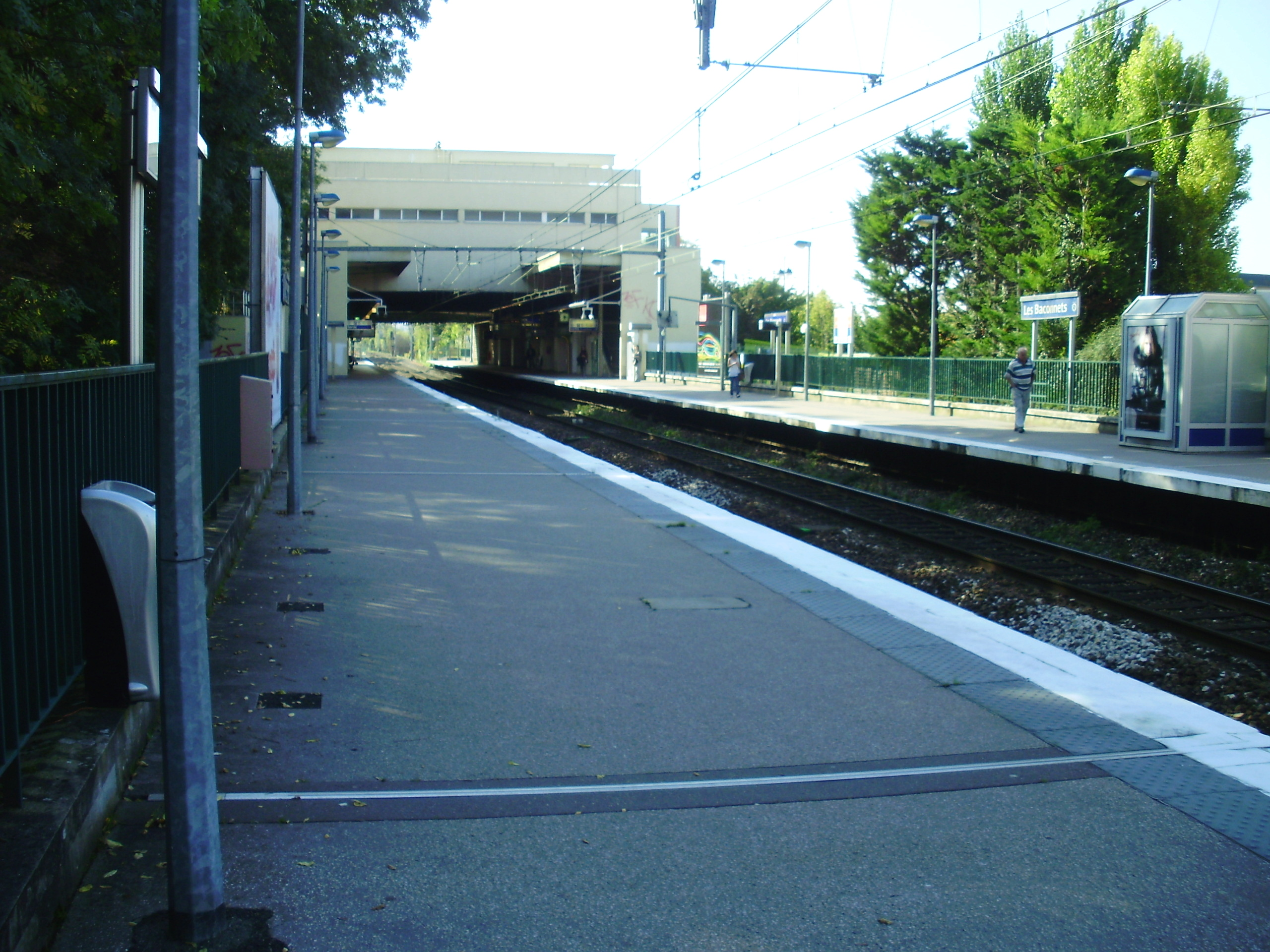
Vue des quais en regardant vers Saint-Rémy-lès-Chevreuse depuis la partie arrière du quai pour cette destination.

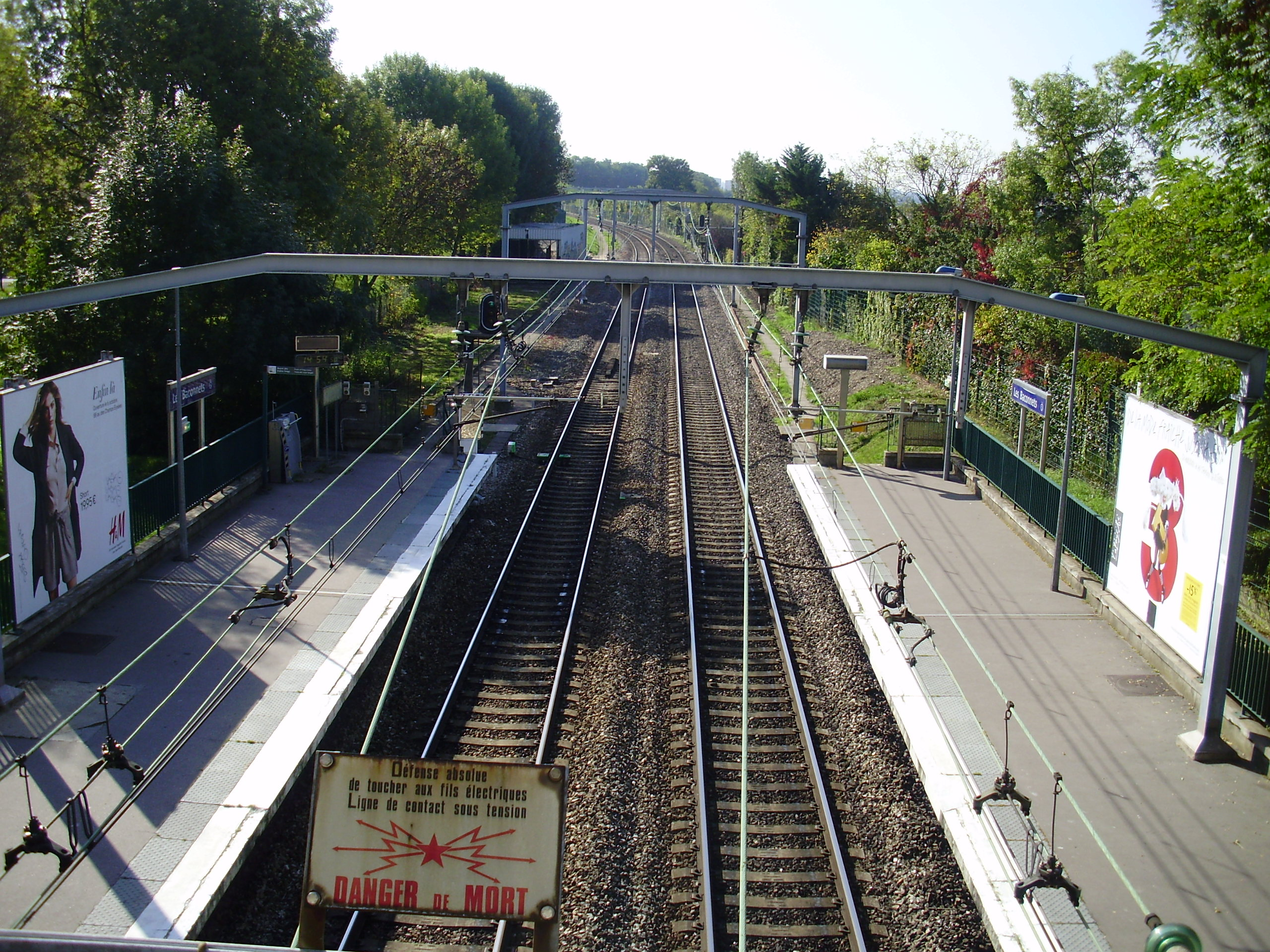
Vue en direction de Saint-Rémy-lès-Chevreuse depuis le pont de la rue des Garennes au sud-ouest du bâtiment de la gare.
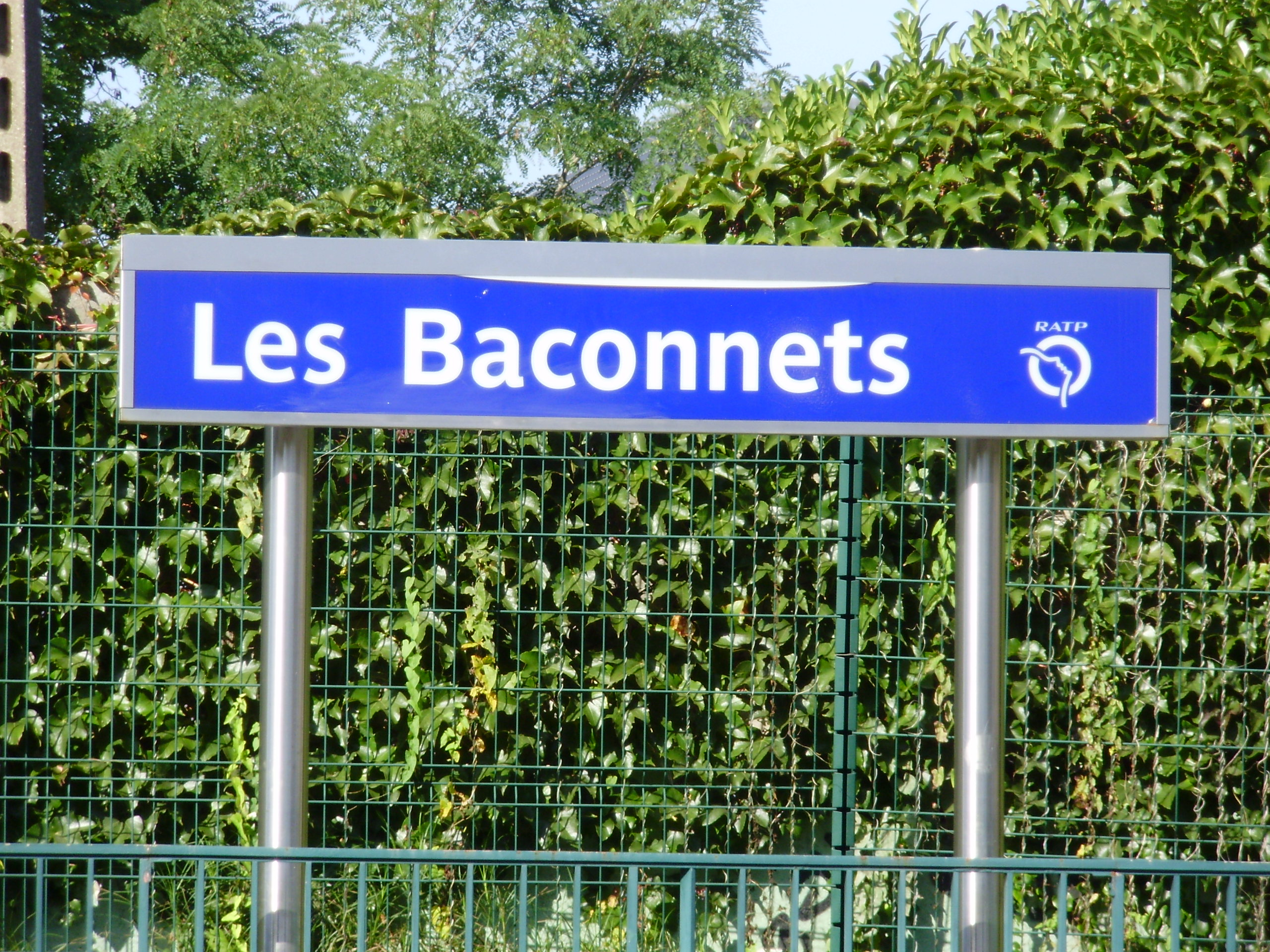
Panneau de la gare des Baconnets.